# Stiphrolamyra
Stiphrolamyra is een vliegengeslacht uit de familie van de roofvliegen (Asilidae).

## Soorten
- S. albibarbis Engel, 1928
- S. angularis (Loew, 1858)
- S. annae Londt, 1983
- S. apicalis Curran, 1927
- S. bipunctata (Loew, 1858)
- S. comans Hobby, 1939
- S. diaxantha (Hermann, 1907)
- S. hermanni Londt, 1983
- S. pleskei (Becker in Becker & Stein, 1913)
- S. rubicunda Oldroyd, 1947
- S. schoemani Londt, 1983
- S. sinaitica Theodor, 1980
- S. vincenti Londt, 1983
- S. vitai Hradský & Geller-Grimm, 1997